# Desde el cerro de la silla
«Desde el cerro de la silla» es un programa de entrevistas web conducido por el comediante mexicano Franco Escamilla, transmitido desde el 25 de marzo de 2021 mediante su canal de Youtube. El programa toma nombre por el Cerro de la Silla, localizado en Monterrey, Nuevo León, México, lugar donde reside el comediante.

## Temporadas
| Temporada | Episodios | Emisión                  | Emisión                   |
| Temporada | Episodios | Inicio                   | Final                     |
| --------- | --------- | ------------------------ | ------------------------- |
| 1         | 31        | 25 de marzo de 2021      | 25 de noviembre de 2021   |
| 2         | 16        | 12 de mayo de 2022       | 1.° de septiembre de 2022 |
| 3         | 15        | 19 de abril de 2023      | 2 de agosto de 2023       |
| 4         | 13        | 12 de septiembre de 2024 | 5 de diciembre de 2024    |

### Primera temporada
| N.° | Invitados                                           | Fecha de emisión         |
| --- | --------------------------------------------------- | ------------------------ |
| 1   | Luis Hernández y Gabriel «fluffy» Iglesias          | 25 de marzo de 2021      |
| 2   | Los Tres Tristes Tigres                             | 1 de abril de 2021       |
| 3   | Alex Montiel y Goyo Jiménez                         | 8 de abril de 2021       |
| 4   | Sammy Pérez, Ivan Fematt «la mole» y Lokillo Florez | 15 de abril de 2021      |
| 5   | Luisito Comunica                                    | 22 de abril de 2021      |
| 6   | La cotorrisa y Sammy Pérez                          | 29 de abril de 2021      |
| 7   | Platanito                                           | 6 de mayo de 2021        |
| 8   | Danyan Cat y Santa Fe Klan                          | 13 de mayo de 2021       |
| 9   | Alex Strecci, Marco Polo y Mau & Ricky              | 20 de mayo de 2021       |
| 10  | Yordi Rosado                                        | 27 de mayo de 2021       |
| 11  | Román Torres                                        | 3 de junio de 2021       |
| 12  | El Capi Pérez                                       | 10 de junio de 2021      |
| 13  | Roberto Martínez                                    | 17 de junio de 2021      |
| 14  | Alberto del arco                                    | 24 de junio de 2021      |
| 15  | Mike Salazar                                        | 1 de julio de 2021       |
| 16  | Río Roma                                            | 8 de julio de 2021       |
| 17  | Vadhir Derbez                                       | 15 de julio de 2021      |
| 18  | Ari Gameplays y Juan Guarnizo                       | 22 de julio de 2021      |
| 19  | Los Caligaris                                       | 29 de julio de 2021      |
| 20  | Poncho de Nigris y Diego Ruzzarin                   | 9 de septiembre de 2021  |
| 21  | Alex Tienda                                         | 16 de septiembre de 2021 |
| 22  | Omar Chaparro                                       | 23 de septiembre de 2021 |
| 23  | Adrián Uribe                                        | 30 de septiembre de 2021 |
| 24  | Santa Fe Klan                                       | 7 de octubre de 2021     |
| 25  | Aldo Show y Emmanuel Rivero                         | 14 de octubre de 2021    |
| 26  | El norteño y Gera MX                                | 21 de octubre de 2021    |
| 27  | José Luis zagar y Edgar Oceransky                   | 28 de octubre de 2021    |
| 28  | Juca y Kalimba                                      | 4 de noviembre de 2021   |
| 29  | Gusgri y Santa RM                                   | 11 de noviembre de 2021  |
| 30  | Leyendas Legendarias                                | 18 de noviembre de 2021  |
| 31  | Adal Ramones                                        | 25 de noviembre de 2021  |

### Segunda temporada
| N.° | invitados                                              | Fecha de emisión original |
| --- | ------------------------------------------------------ | ------------------------- |
| 1   | Oscar Burgos                                           | 12 de mayo de 2022        |
| 2   | Rapder y Hadrian                                       | 19 de mayo de 2022        |
| 3   | Zilverk y Lobo estepario                               | 26 de mayo de 2022        |
| 4   | Cinta de oro                                           | 2 de junio de 2022        |
| 5   | Chinguamiga y Minu                                     | 9 de junio de 2022        |
| 6   | McKlopedia y Jony Beltrán                              | 16 de junio de 2022       |
| 7   | Ricardo «loco Arreola» y Tommy Vásquez                 | 30 de junio de 2022       |
| 8   | Werevertumorro y Alex Montiel                          | 7 de julio de 2022        |
| 9   | Héctor Leal y Yubeili                                  | 14 de julio de 2022       |
| 10  | «La hora feliz» (Hugo «el cojo feliz & «el tío rober») | 21 de julio de 2022       |
| 11  | Alex Fernández y Daniel Sosa                           | 28 de julio de 2022       |
| 12  | André Gignac y Héctor Moreno                           | 4 de agosto de 2022       |
| 13  | Odín Dupeyron                                          | 11 de agosto de 2022      |
| 14  | Rivers y Roberto Mtz                                   | 18 de agosto de 2022      |
| 15  | Paco de Miguel                                         | 25 de agosto de 2022      |
| 16  | Beli y Pipirin                                         | 1.° de septiembre de 2022 |

### Tercera temporada
| N.° | Invitados                                      | Fecha de emisión original |
| --- | ---------------------------------------------- | ------------------------- |
| 1   | Chingu amiga y Santa Fe Klan                   | 19 de abril de 2023       |
| 2   | Pato Machete y Lefty SM                        | 26 de abril de 2023       |
| 3   | Ivan Fematt «la mole» y Adriana Macias         | 3 de mayo de 2023         |
| 4   | Erika Buenfil y Daniela Rodrice                | 17 de mayo de 2023        |
| 5   | C-Kan y Beto Zapata                            | 24 de mayo de 2023        |
| 6   | Oribe Peralta y Fedelobo                       | 31 de mayo de 2023        |
| 7   | Mario Castañeda y René García                  | 7 de junio de 2023        |
| 8   | Goyito Pérez y Ricardo «loco» Arreola          | 14 de junio de 2023       |
| 9   | Kimberly y Karely Ruiz                         | 21 de junio de 2023       |
| 10  | Criss Martell y Christian Meza                 | 28 de junio de 2023       |
| 11  | Hermanos Skabeche (Bryan & Eddy) y Barca Gamer | 5 de julio de 2023        |
| 12  | Roberto Cein y La Granja Del Borrego           | 12 de julio de 2023       |
| 13  | Banda MS                                       | 19 de julio de 2023       |
| 14  | Alfredo Adame                                  | 26 de julio de 2023       |
| 15  | «La cotorrisa» (Ricardo Pérez & Slobotzky)     | 2 de agosto de 2023       |

### Cuarta temporada
| N.° | Invitados                                                    | Fecha de emisión original |
| --- | ------------------------------------------------------------ | ------------------------- |
| 1   | Drake Bell                                                   | 12 de septiembre de 2024  |
| 2   | Yokoi Kenji                                                  | 19 de septiembre de 2024  |
| 3   | Daniel Sosa y Roberto Cein                                   | 26 de septiembre de 2024  |
| 4   | La pensión (Fedelobo & Criss Martell)                        | 3 de octubre de 2024      |
| 5   | John Milton                                                  | 10 de octubre de 2024     |
| 6   | Ronaldo Rodríguez «lazy boy»                                 | 21 de octubre de 2024     |
| 7   | Marca registrada                                             | 24 de octubre de 2024     |
| 8   | Araceli Ordaz «Gomita» y Poncho de Nigris                    | 31 de octubre de 2024     |
| 9   | Alana Flores y Ana Valero                                    | 7 de noviembre de 2024    |
| 10  | Temach y Eyou Tv                                             | 14 de noviembre de 2024   |
| 11  | Ricardo O'Farrill y Ana Lago                                 | 21 de noviembre de 2024   |
| 12  | «Brincos Dieras»                                             | 28 de noviembre de 2024   |
| 13  | «Hermanos de leche» (Ivan Fematt «La Mole» y Adrián Marcelo) | 5 de diciembre de 2024    |